# Phormesa lunaris
Phormesa lunaris là một loài bọ cánh cứng trong họ Zopheridae. Loài này được Pascoe miêu tả khoa học năm 1863.